# Грб Подгорице
Грб Подгорице је званични грб црногорског главног града Подгорице, који је усвојен 30. марта 2006. године. Аутор грба је Срђан Марловић.

## Опис грба
Опис грба:
- Сребрна боја штита представља воду. Међу свим карактеристикама Главног града, најважније је богатство водом (6 река и Скадарско језеро, највеће језеро на Балкану).
- Две доње плаве греде симбол су урбаног наслеђа данашњег града, стари градови Доклеа и Метеон. Они представљају „темеље“ данашње Подгорице.
- Универзални симбол који представља сва препознатљива урбана обиљежја града (Немањин град Рибница, сахат-кула, маузолеј на Горици, капије, мостови, итд) јесте преломљена греда на врху.
- Бедемска круна представља Подгорицу као главни град.
- Два сребрна лава који придржавају грб узети су са најстаријег познатог грба Подгорице, оног којег је користио Божидар Вуковић-Подгоричанин.
- Винова лоза испод штита и његових држача представља винограде по којима је подгорички крај познат.

## Историјски грбови
Пре усвајања новог грба, у употреби је био стари грб из доба социјализма. Та је верзија била усвојена 1970-их година (Подгорица је од 1946. до 1992. носила име Титоград). Штит је био барокног облика и плаве боје, а на њему су били присутни мост краљице Милене преко Рибнице, Немањин град Рибница, маузолеј на Горици и црвена петокрака звезда.
Доминантан призор на грбу Подгорице из 19. века биле су рушевине старог града. Те рушевине представљале су Доклеу, на чијим је темељима настала Подгорица.